# Conostomium natalense
Conostomium natalense är en måreväxtart som först beskrevs av Ferdinand von Hochstetter, och fick sitt nu gällande namn av Cornelis Eliza Bertus Bremekamp. Conostomium natalense ingår i släktet Conostomium och familjen måreväxter. Inga underarter finns listade i Catalogue of Life.